# Danny Koevermans
Danny Koevermans (Schiedam, Países Bajos, 1 de noviembre de 1978) es un exfutbolista y entrenador neerlandés. Jugó como delantero centro.

## Selección nacional
Ha sido internacional con la selección de fútbol de los Países Bajos, jugando cuatro partidos y anotando un gol.

## Clubes
| Club             | País         | Año       |
| ---------------- | ------------ | --------- |
| Sparta Rotterdam | Países Bajos | 2000-2005 |
| AZ Alkmaar       | Países Bajos | 2005-2007 |
| PSV Eindhoven    | Países Bajos | 2007-2011 |
| Toronto          | Canadá       | 2011-2013 |
| Utrecht          | Países Bajos | 2014      |

- Datos: Q359255
- Multimedia: Danny Koevermans / Q359255